# Pat Crerand
Patrick Timothy Crerand, detto Pat (Glasgow, 19 febbraio 1939), è un allenatore di calcio ed ex calciatore scozzese, di ruolo centrocampista.

## Carriera
Durante la sua carriera ha vestito maglie di squadre importanti quali Celtic e Manchester Utd (nella Supercoppa d'Inghilterra del 1965 segna una delle due reti che consentono ai Red Devils di vincere la competizione). Convocato tra il 1961 e il 1965 nella nazionale scozzese e tra il 1960 e il 1962 nella Scottish League XI, durante la sua carriera da allenatore guidò il Northampton Town dopo aver ottenuto esperienza facendo l'assistente nei Red Devils.

## Palmarès

### Giocatore

#### Club

##### Competizioni nazionali
- Campionato inglese: 2

Manchester Utd: 1964-65, 1966-67
- Charity Shield: 2

Manchester Utd: 1965, 1967

##### Competizioni internazionali
- Coppa dei Campioni: 1

Manchester Utd: 1967-68